# Steenbreekfamilie
De steenbreekfamilie (Saxifragaceae) is een familie van tweezaadlobbige planten, meest kruidachtige planten. De familie komt vooral voor in koude tot gematigde streken van het noordelijk halfrond. In Nederland en België komen de geslachten goudveil (Chrysosplenium) en steenbreek (Saxifraga) voor.
In het Cronquist-systeem (1981) was de familie in de orde Rosales geplaatst. De familie was daar groter dan tegenwoordig: zo is het geslacht Parnassia door APG II naar de parnassiafamilie (Parnassiaceae) verplaatst. Ook in het Wettstein-systeem (1935) was de plaatsing in de orde Rosales.

## Soorten
De volgende soorten worden in een apart artikel behandeld:
- Verspreidbladig goudveil (Chrysosplenium alternifolium)
- Paarbladig goudveil (Chrysosplenium oppositifolium)
- Gele bergsteenbreek (Saxifraga aizoides)
Saxifraga bryoides
- Knikkende steenbreek (Saxifraga cernua)
- Knolsteenbreek (Saxifraga granulata)
- Trossteenbreek (Saxifraga paniculata)
- Kandelaartje (Saxifraga tridactylites)
- Schildersverdriet (Saxifraga umbrosa)

## Geslachten (volgens de APWebsite)
- Astilbe, Astilboides, Bensoniella, Bergenia, Bolandra, Boykinia, Chrysosplenium (geslacht Goudveil), Conimitella, Darmera, Elmera, Heuchera, ×Heucherella, Jepsonia, Leptarrhena, Lithophragma, Mitella, Mukdenia, Oresitrophe, Peltoboykinia, Rodgersia, Saxifraga (geslacht Steenbreek), Saxifragella, Saxifragodes, Saxifragopsis, Suksdorfia, Sullivantia, Tanakea, Tellima, Tetilla, Tiarella, Tolmiea